# George Horace Lorimer
George Horace Lorimer född den 6 oktober 1867, död den 22 oktober 1937, var en amerikansk författare.
Lorimer, som var utgivare av The Saturday Evening Post, blev känd genom de amerikansk "smartness"-skildrande böckerna Letters from a self-made merchant to his son (1902) och Old Gorgon Graham (1904). Bland senare arbeten märks The false gods (1906) och Jack Spurlock, prodigal.

## På svenska
- Bref till min son (översättning Hanny Flygare, Geber, 1903). Faks.-utg. Autograf, 1983 (Letters from a self-made merchant to his son)
- Gamla draken Graham (översättning Hanny Flygare, Geber, 1905) (Old Gorgon Graham)
- Den förlorade sonen (översättning Ernst Lundquist, Geber, 1908) (The false gods)